# Amontes princeps
Amontes princeps är en fjärilsart som beskrevs av Pierre E.L. Viette 1958. Amontes princeps ingår i släktet Amontes och familjen plattmalar. Inga underarter finns listade i Catalogue of Life.